# Корощине
Коро́щине — село в Україні, в Коростенському районі Житомирської області. Входить до складу Олевської міської громади. Населення становить 743 особи.

## Географія
На заході від села бере початок річка Гусь.

## Історія
Під час організованого радянською владою Голодомору 1932—1933 років померло щонайменше 2 жителі села — до 16.
Колищній орган місцевого самоврядування — Руднє-Бистрянська сільська рада.

## Населення
Згідно з переписом УРСР 1989 року чисельність наявного населення села становила 828 осіб, з яких 373 чоловіки та 455 жінок.
За переписом населення України 2001 року в селі мешкала 741 особа. 100 % населення вказало своєю рідною мовою українську мову.

## Відомі люди
- Зеленко Катерина Іванівна (1916—1941) — радянська льотчиця.
- Корець Микола Савич (1952) — доктор педагогічних наук, кандидат фізико-математичних наук, професор, академік АНВО України, заслужений працівник освіти України.